# Sobolivka, Lîpoveț
Sobolivka (în ucraineană Соболівка) este un sat în comuna Sîvakivți din raionul Lîpoveț, regiunea Vinnița, Ucraina.

## Demografie
Componența lingvistică a localității Sobolivka
     Ucraineană (97,76%)
     Rusă (1,99%)
     Alte limbi (0,25%)
Conform recensământului din 2001, majoritatea populației localității Sobolivka era vorbitoare de ucraineană (97,76%), existând în minoritate și vorbitori de rusă (1,99%).

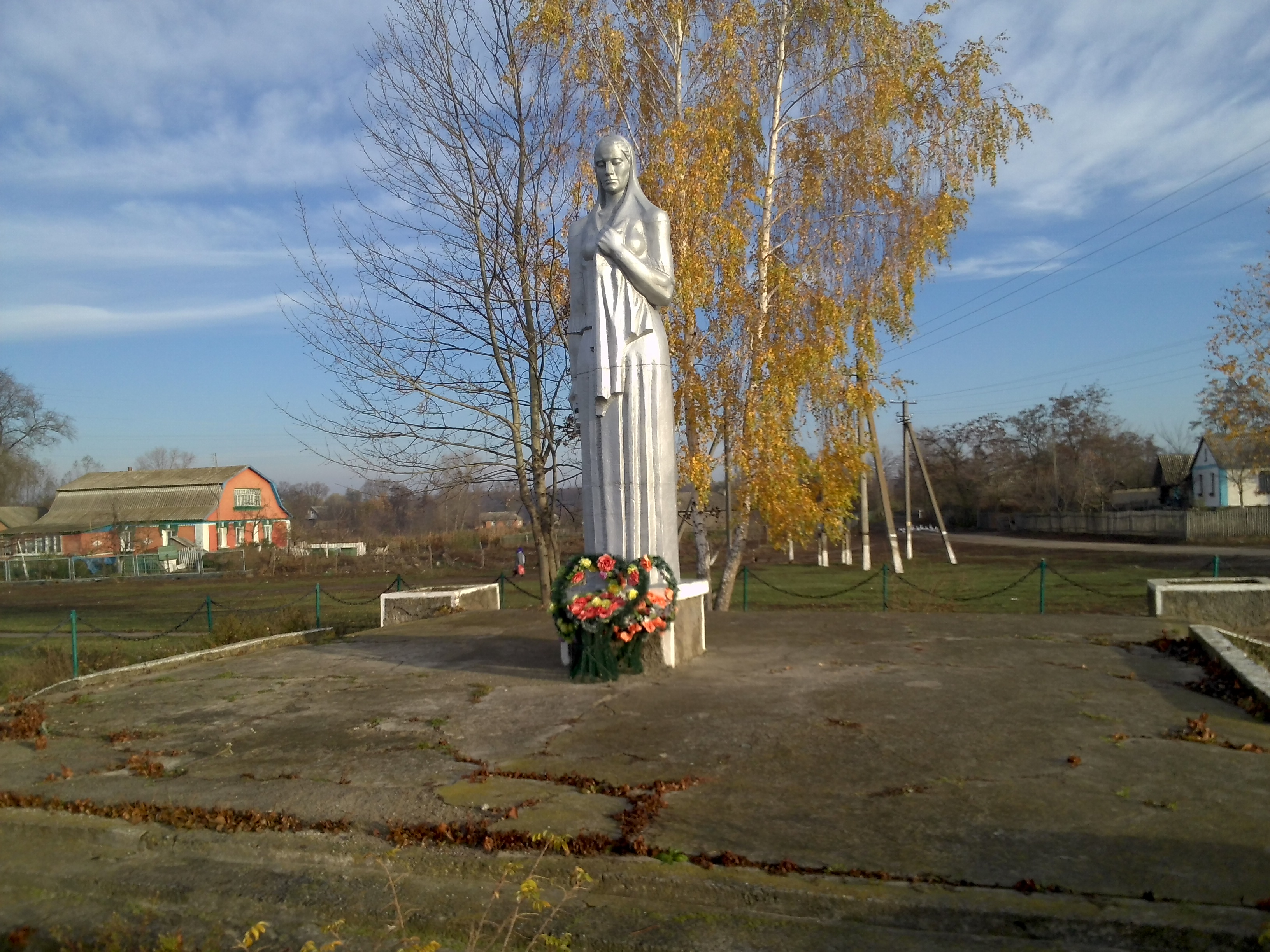
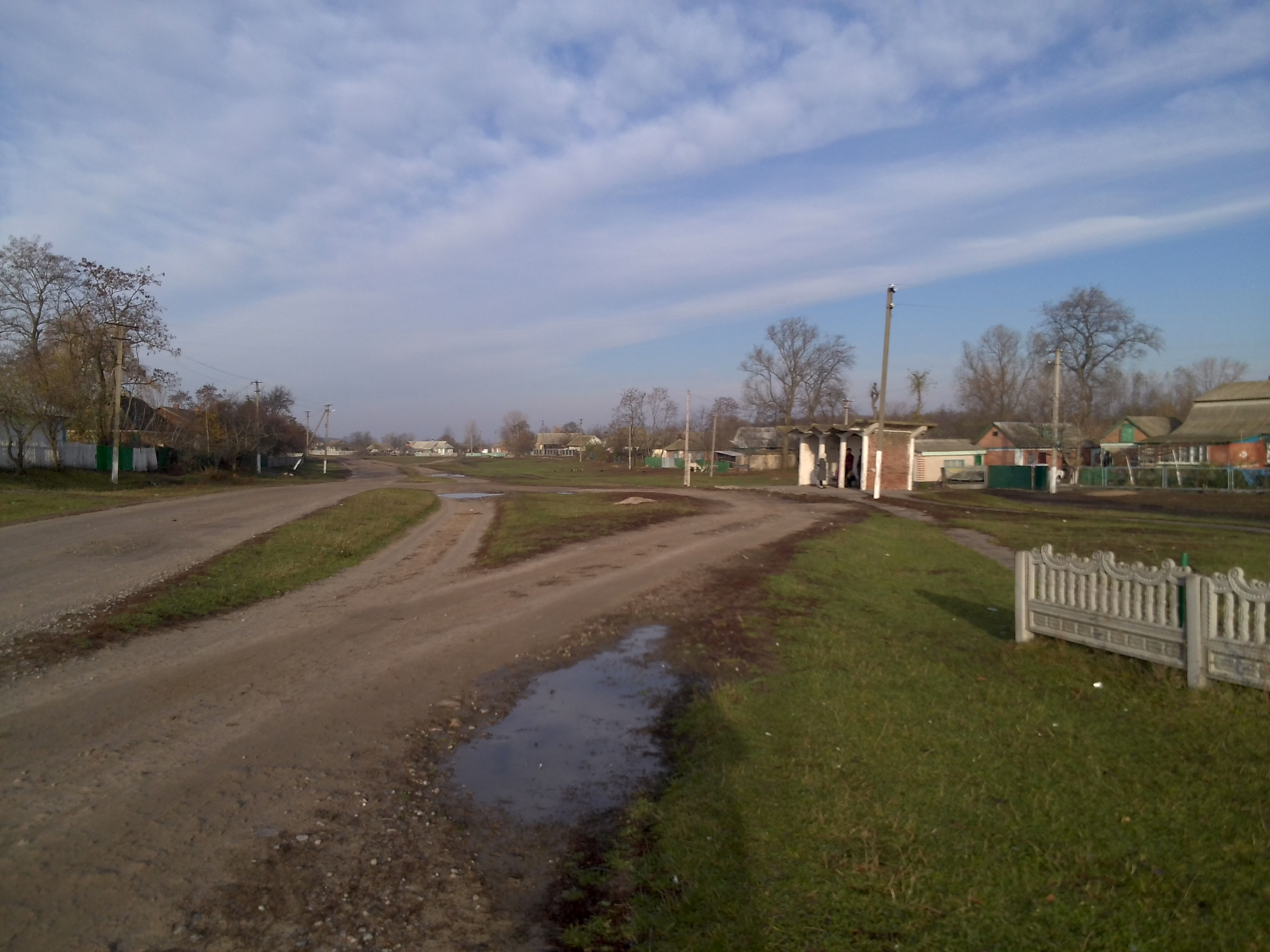
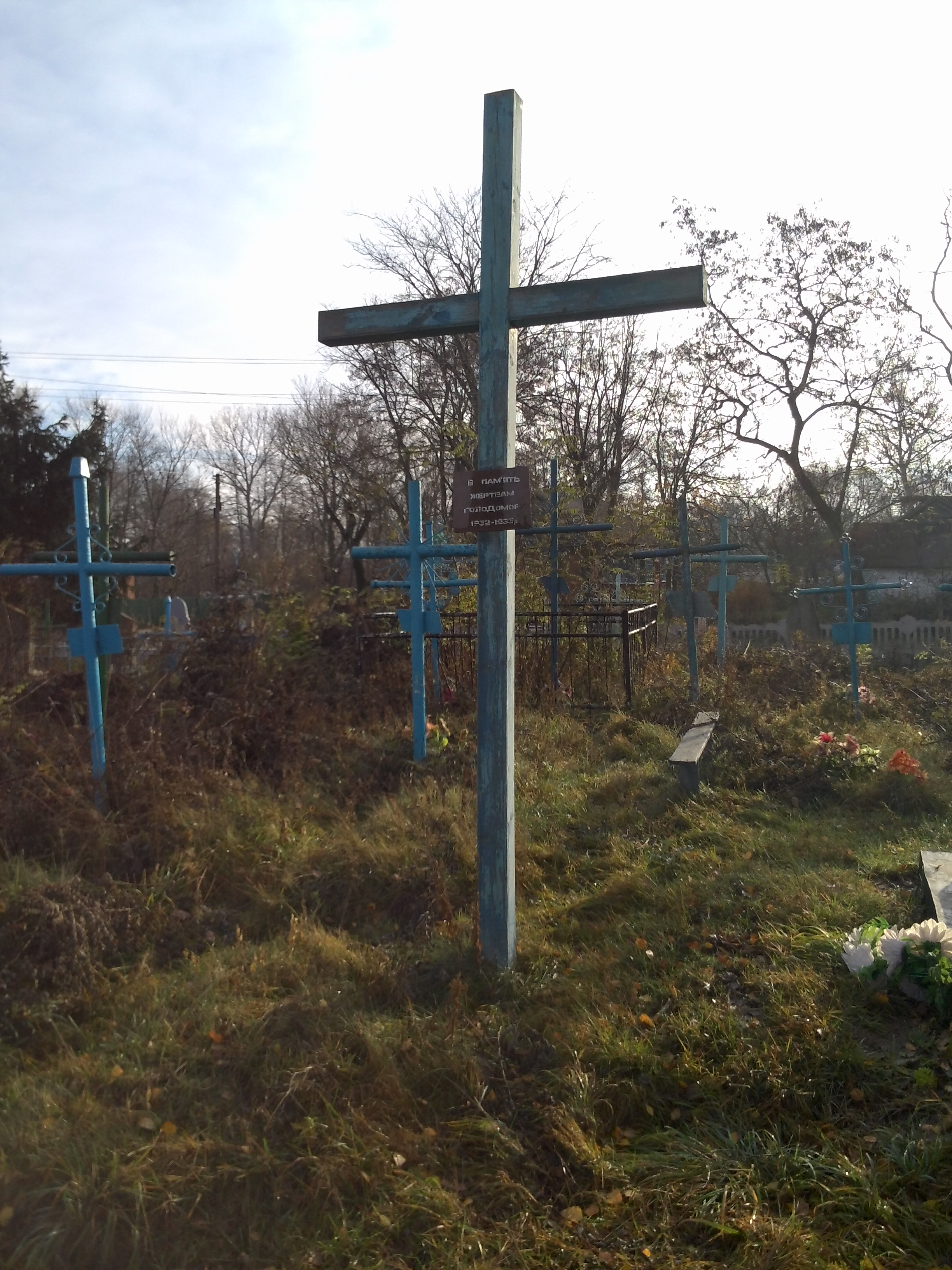